# Rhys Burrell
Pour les articles homonymes, voir Burrell.
Rhys Burrell, né le 7 novembre 2006,, est un coureur cycliste sud-africain. Il participe à des compétitions sur route et sur piste.

## Biographie
Dans les catégories de jeunes, Rhys Burell se distingue sur piste en devenant champion d'Afrique du Sud à de multiples reprises. Il se classe également neuvième de la course aux points aux championnats du monde juniors de 2024. Sur route, il se fait remarquer lors de la saison 2024 en prenant la septième place du championnat d'Afrique juniors. Il finit par ailleurs troisième du Junior Cycling Tour Assen, tout en ayant remporté une étape. 
En 2025, il est sacré champion national de poursuite par équipes et du scratch, chez les élites. Aux championnats d'Afrique, il termine premier de la poursuite par équipes, mais aussi troisième de la poursuite individuelle et de la course à l'américaine. 

## Palmarès sur route
- 2024
  - 2e étape du Junior Cycling Tour Assen
  - 3e du Junior Cycling Tour Assen

## Palmarès sur piste

### Championnats d'Afrique
- Le Caire 2025
  -  Médaillé d'or de la poursuite par équipes
  -  Médaillé de bronze de la poursuite individuelle
  -  Médaillé de bronze de l'américaine

### Championnats nationaux
- 2023
  -  Champion d'Afrique du Sud de course aux points juniors[3]
- 2024[4]
  -  Champion d'Afrique du Sud de poursuite juniors
  -  Champion d'Afrique du Sud de poursuite par équipes juniors
  -  Champion d'Afrique du Sud de course aux points juniors
  -  Champion d'Afrique du Sud du scratch juniors
  -  Champion d'Afrique du Sud de l'élimination juniors
  -  Champion d'Afrique du Sud de l'américaine juniors
  - 2e du championnat d'Afrique du Sud de vitesse juniors
- 2025[5]
  -  Champion d'Afrique du Sud de poursuite par équipes (avec Bradley Gouveris, Kellan Gouveris et Jose Kleinsmit)
  -  Champion d'Afrique du Sud du scratch
  - 2e du championnat d'Afrique du Sud de l'américaine
  - 3e du championnat d'Afrique du Sud de poursuite